# HMS Indefatigable (1942)
HMS Indefatigable — авианосец ВМС Великобритании, второй корабль типа Implacable.
Палубная авиация корабля участвовала в нападении на линкор «Тирпиц». В конце 1944 года авианосец вошёл в состав британского Восточного флота и отправился в Индийский океан, после чего перешёл в Тихоокеанский флот. Бомбил аэродромы камикадзе на островах Сикисима. Самолёты авианосца принимали участие в бомбардировках японских аэродромов на острове Формоза и объектов в самой Японии.
В 1946 вернулся в Великобританию. В 1950 авианосец служил учебным кораблём для пилотов. В 1954 году выведен из эксплуатации, в 1955 году продан на металл.

## Основные характеристики
Вес
- пустой — 23,450 т.
- с макс. нагрузкой — 32,110 т.

Размер
- Длина — 233 м.
- Длина отдела авиации — 29 м.
- ширина — …
- Высота — 8.80 м.

Внутренности
- Турбины — 4 shaft Parsons.ами
- Котлы — 8 Адмиралтейских, 3 барабанных.
- Топливо — нефть.
- Дальность шумопеленгатора — 145 м.

Скорость
- Макс. скорость — 32 узла.

Вооружение
- Основное — 60 самолётов, Seafires и Avengers.

Экипаж
- Экипаж — 1585 чел.

## История
Был заложен 3 ноября 1939 года на верфи компании «Джон Браун» (англ. John Brown) в Клайдбанке под номером 565. Был спущен на воду 8 декабря 1942 года. 3 июля 1944 года вошел в состав британского флота.
С 17 июля 1944 года участвовал в атаках на немецкий линкор Tirpitz и в операции «Гудвуд».
В ноябре того же года вошел в состав Британского Тихоокеанского флота, а с 10 декабря в состав 1-й авианосной эскадры.
4 января 1945 года участвовал в операции «Лентил». Самолёты с HMS Indefatigable совершили нападение на НПЗ «Пангкалан Брандон» на острове Суматра.
24 и 29 января участвовал в операции «Меридиан». Авианосец совершил налеты на нефтеперерабатывающие заводы Soengei Gerong в Палембанге.
В феврале 1945 года он присоединилась к 5-му флоту в Сиднее.
В марте — апреле 1945 года HMS Indefatigable принимал участие в авиаударах по островам Сакисима и Формоза.
В июле переходит в 3-й флот с целью атак на Японию. 24 июля его самолёты нанесли удары по целям в море и Йокогаме, а 9 августа произвел атаки по целям на Северном Хонсю и Хоккайдо. 1 августа напали на химзавод в Онагава. Последняя атака авианосца была 15 августа. Он атаковал аэродромы на Hisaruki и Nobara. По официальным сведениям, Seafire’ами было сбито 8 вражеских самолётов.
За всю войну HMS Indefatigable получил 3 боевые награды:
- ПАЛЕМБАНГ 1945,
- Окинава 1945,
- Япония 1945.

В 1946 году вернулся на родину в Великобританию, служил транспортом, а в 1950 служил учебным кораблем. В 1954 был выведен из эксплуатации, а в 1955 был продан на металл.